# O.C.
Омар Кредл (13 Мая, 1971,Бруклин,Нью-Йорк), более известный под творческим псевдонимом O.C. — американский рэпер, участник группы D.I.T.C.

## Биография

### Музыкальная карьера
Омар родился и вырос в районе Бушвик в Бруклине. O.C. называет таких легенд, как Kool G. Rap, Rakim, Big Daddy Kane и Slick Rick в числе людей, которые оказали на него наибольшее влияние. В 1991 он дебютировал на песне Organized Konfusion «Fudge Pudge». Через год он появился на ремиксе песни MC Serch «Back to the Grill» (где также отметился молодой Nasty Nas)после того, как он встретил Serch на одном из первых туров журнала Source. В 1994 O.C. подписал контракт с Wild Pitch Records, где Serch был вице-президентом. На том же туре O.C. встретил Lord Finesse и Buckwild, что стало его своеобразным вступлением в команду D.I.T.C. После тура он связался с Buckwild и начал запись демо, которое позднее станет его дебютным альбомом Word…Life.
К 1994 он закончил работу над альбомом Word…Life, в который вошло всё из его демо, включая «Time’s Up», песня, которая станет его самым примечательным синглом. Изначально «Time’s Up» должен был стать песней Pharoahe Monch из Organized Konfusion. Не считая небольшого аутро, исполненного Prince Po, а также участия Pharoahe Monch в припеве трека "Let It Slide", Word…Life обошёлся без каких-либо гостей. Но так не было запланировано — по идее Nas должен был быть в альбоме, но он так и не появился в студии. Критики высоко оценили альбом и он по сей день остаётся любимым для многих фанатов хип-хопа.
В 1996 Кредл участвовал в записи сборника America is Dying Slowly вместе с Biz Markie, Wu Tang Clan, Fat Joe и многими другими известными hip-hop исполнителями. Сборник, нацеленный на привлечение внимания к проблеме СПИДа среди афроамериканцев, журнал Source назвал «шедевром».
В 1997 O.C. подписал контракт с Pay Day Records, на котором он выпустил свой второй альбом Jewelz. В работе над Jewelz приняли участие DJ Premier, Da Beatminerz, Buckwild, Freddie Foxxx и Big L. Сингл «Far From Yours» поднялся на 81 строчку хит-парада Billboard Hot 100 и стал самым успешным синглом O.C. К тому времени, он являлся участником андерграунд хип-хоп группы Diggin' in The Crates вместе с Lord Finesse, Showbiz & A.G., Diamond D, Buckwild, Fat Joe и Big L. В 2000 группа выпустила одноимённый альбом на Tommy Boy Records и O.C. засветился на большинстве песен. В 1998 O.C. появился в песне «Respect Mine» из соло альбома Pete Rock Soul Survivor.
В 2001 O.C. выпустил Bon Appetit, который получил смешанные отзывы; многие обвинили O.C. в том, что он продался, сделав альбом с отполированным и притуплённым звучанием. И это несмотря на то, что Buckwild спродюсировал большую часть альбома, а помогли ему в этом только Lord Finesse и Ahmed (по сути, та же формула, что послужила успеху альбома Word…Life). После удручающего релиза O.C. ушёл со сцены до 2005 года, в котором он выпустил свой 4ый альбом Starchild. Позднее в том же году, он подписал контракт с Hieroglyphics Imperium Recordings и объединился с продюсером из Бронкса Mike Loe, чтобы выпустить Smoke and Mirrors.
O.C. также известен участием в группе Crooklyn Dodgers, собравшейся исключительно для записи саундтрека к фильму Clockers. В группу также вошли Chubb Rock и Jeru the Damaja, а песню «Return of the Crooklyn Dodgers» спродюсировал DJ Premier.
O.C. совместно с D.I.T.C. партнёром A.G. выпустили альбом Oasis. Большая часть альбома была спродюсирована французским битмейкером E-Blaze, а остальные треки были предоставлены Lord Finesse, Statik Selektah и Showbiz, который также стал исполнительным продюсером проекта. В мае 2012 вышла совместная работа O.C. с продюсером из Детройта Apollo Brown — Trophies. Первым синглом стал «Prove Me Wrong».
Благодаря Apollo Brown, Trophies скорее всего представил O.C. младшей, интернет ориентированной аудитории. Старые фанаты тоже остались довольны. В 2014 году совместно с продюсером Ray West O.C. выпустил более расслабленную и нарочно мягкую работу. Альбом вышел на лейбле Red Apples 45, совместно созданном Ray West и членом D.I.T.C. A.G. В то время как обложка и некоторые строчки из альбома отправят слушателя в туманную атмосферу джаз кафе 70х, большинство песен не слишком привязаны к концепции.

## Дискография

### Альбомы
| Album information |
| --- |
| Word...Life - Released: October 18, 1994 - Certification: None - Label: Wild Pitch/EMI Records - Singles: «Born 2 Live»/«Let It Slide», «Time’s Up»/«Time’s Up (Buckwild Remix)» |
| Jewelz - Released: August 19, 1997 - Certification: None - Label: Payday/FFRR/PolyGram Records - Singles: «Far From Yours»/«My World», «Can’t Go Wrong»/«Dangerous»              |
| Bon Appetit - Released: April 24, 2001 - Certification: None - Label: JCOR/Interscope/Universal Records - Singles: -                                                             |
| Star Child - Released: 2005 - Certification: None - Label: Grit Records - Singles: -                                                                                             |
| Smoke and Mirrors - Released: 2005 - Certification: None - Label: Hieroglyphics Imperium Recordings - Singles: «Challenge Y’all» / «Guns And Butter»                             |
| Oasis w/ A.G. - Released: November 24, 2009 - Certification: None - Label: Nature Sounds - Singles: -                                                                            |
| Trophies w/ Apollo Brown - Released: May 1, 2012 - Certification: None - Label: Mello Music Group - Singles: «Prove Me Wrong»                                                    |
| Ray’s Café w/ Ray West - Released: Jan 21, 2014 - Certification: None - Label: Red Apples 45 - Singles: «YMI»                                                                    |
| Ray’s Café: The After Hours EP w/ Ray West - Released: November 11, 2014 - Certification: None - Label: Red Apples 45 - Singles: «After Hours»                                   |
| Perestroika w/ Apathy - Released: 2015 (TBA) |

### Сборники
The Underground King
- Released: 2006
- Label: Next Mill Entertainment/Re-Up Recordings
- Singles: -

Hidden Gems
- Released: April 3, 2007
- Certification: None
- Label: Next Mill Entertainment
- Singles: -

In Guud Taste
- Released: 2008
- Certification: None
- Label: Next Mill Entertainment
- Singles: -

O-Zone Originals
- Released: September 21, 2011
- Certification: None
- Label: No Sleep Recordings
- Singles: -

Luv NY
- Released: July 24, 2012
- Label: Ascetic Music
- Singles: -

### В качестве гостя
- 1991: «Fudge Pudge» (from Organized Konfusion: Organized Konfusion)
- 1992: «Back to the Grill» (from MC Serch: Return of the Product)
- 1996: «Give Me a Little More Time (Buckwild Remix)» (from Gabrielle)
- 1997: «Love Child»: (from Buckwild: Buckwild: Diggin' in the Crates)
- 1997: «Droppin' Gramma» (from Main One)
- 1997: «Crew Love» (from Jay-Z & Tone Hooker)
- 1997: «Droppin' Gramma» (from Main One)
- 1998: «Full Scale» (from Showbiz & A.G.)
- 1998: «Down 4 Whateva» (from M.O.P: First Family 4 Life)
- 1998: «Respect Mine» (from Pete Rock: Soul Survivor)
- 1999: «Weed Scented» (from AG, Guru)
- 2000: «The Triboro» (from Big L: The Big Picture)
- 2002: «Beyond» (from DJ JS-1: Ground Original 1)
- 2004: «Chase Game» (from A.G.)
- 2007: «Marquee» (from Marco Polo: Port Authority)
- 2007: «Lake of Fire» (from Lordz of Brooklyn, Lord Finesse, and Everlast)
- 2008: «Action Guaranteed» (from Ras Kass: Razzy Kazzy)
- 2009: «Ridiculous» (from DJ JS-1, Pharoahe Monch: Ground Original 2: No Sell Out)
- 2010: «Trouble Shooters» (from DJ Muggs & Ill Bill: Kill Devil Hills)
- 2010: «There Will Be Blood» (from Celph Titled and Buckwild: Nineteen Ninety Now)
- 2010: «Warsaw Outdoors» (from HiFi Banda: 23:55)
- 2011: «Life Word» (from DJ JS-1: Ground Original 3: No One Cares)
- 2012: «Prestige of a King» (from Mello Music Group: Self Sacrifice)
- 2012: «Don’t Worry» (from Showbiz & A.G.)
- 2013: "Hello Everybody (from Neek The Exotic, Satchel Page, Sadat X)
- 2013: «Power» (from Ill Bill & Cormega)
- 2013: «Astonishing» (from Marco Polo, Large Professor, Inspectah Deck: PA2: The Director's Cut)
- 2013: «Catch Wreck» (from Kid Tsunami)
- 2014: «Smash» (from Prince Po, Oh No, Pharoahe Monch)
- 2014: «Light Years» (from DJ Skizz, Roc Marciano, A.G.)
- 2014: «Deep Breath» (from DJ Doom & Blacastan)
- 2014: «On the Bklyn Side» (from Illa Ghee, Steele)
- 2014: «Turn the Tables» (from DJ JS-1)
- 2014: «First 2 Rise Pt. 2» (from Vstylez, Royce Da 5'9")